# Trans Regio

Oude logo van trans regio tot 2015

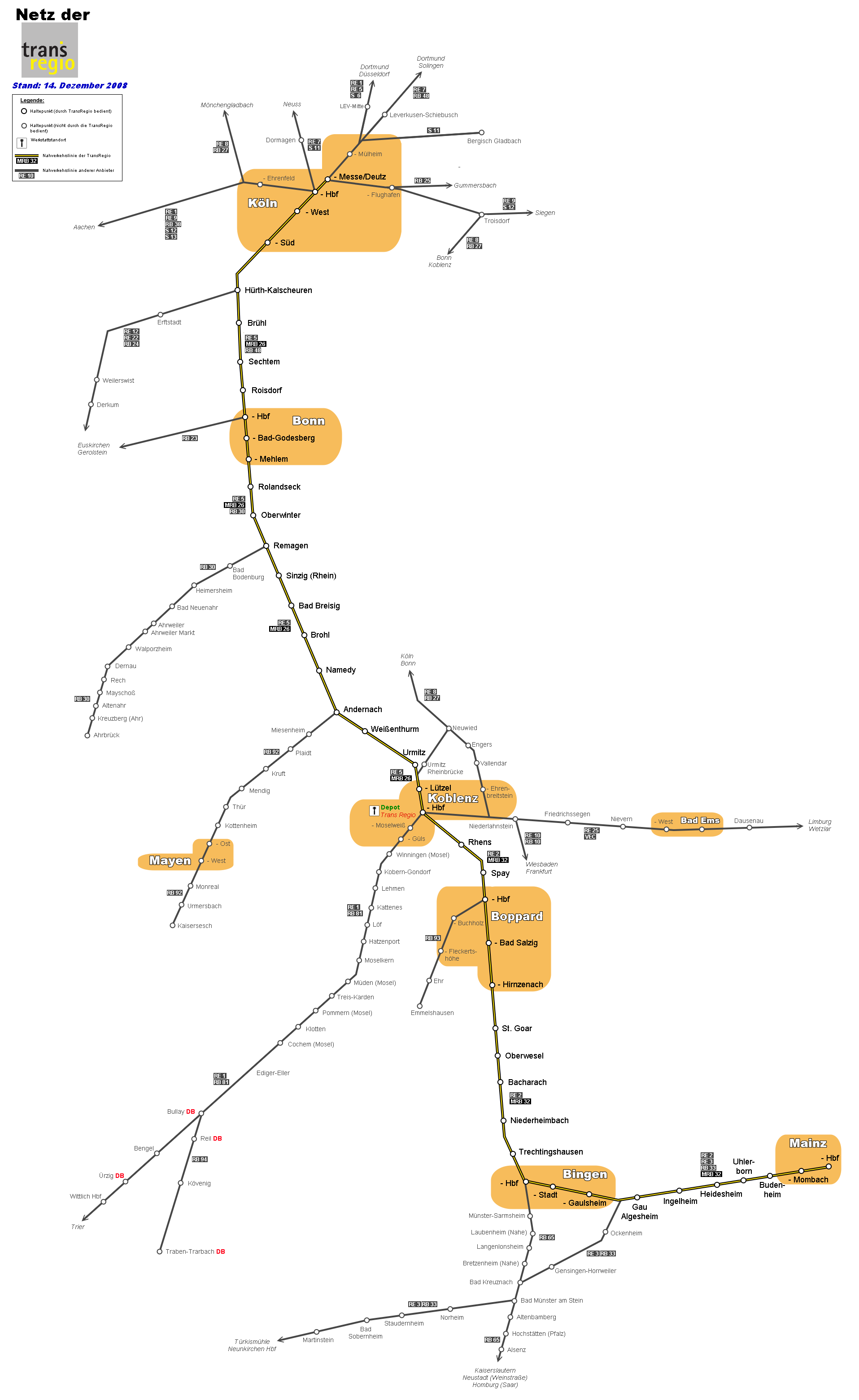
Netwerk van Trans Regio (stand: 14 december 2008)

De Trans Regio Deutsche Regionalbahn GmbH is een Duitse spoorwegonderneming uit Koblenz en een dochteronderneming van Transdev GmbH. Trans Regio is actief in de deelstaten Noordrijn-Westfalen en Rijnland-Palts en rijdt onder de naam MittelrheinBahn op de Linke Rheinstrecke.

## Achtergrond
Trans Regio werd in 1999 in Trier opgericht. Het bedrijf was in handen van Rheinbahn uit Düsseldorf en Moselbahn uit Trier. Nadat de Moselbahn in 2002 uit de onderneming stapte, zocht de Rheinbahn een nieuwe partner. Dat werd de Franse vervoersonderneming EuRailCo, die per 1 januari 2004 75,1% van de aandelen overnam. Op 30 juni 2011 besloot de raad van commissarissen van Rheinbahn dat de rest van de aandelen (24,9%) aan EuRailCo verkocht werden. EuRailCo is op haar beurt een dochteronderneming van Transdev en de RATP, de maatschappij die het bus- en metrovervoer in Parijs exploiteert. In 2012 werd EuRailCo voor 100% een dochteronderneming van Transdev en in januari 2014 werd EuRailCo vervangen door Transdev Regio GmbH. Trans Regio is een dochteronderneming van Transdev GmbH, de Duitse tak van de Franse Transdev-groep.

## Trajecten
Onder de naam MittelrheinBahn exploiteert Trans Regio sinds 14 december 2008 reizigersverkeer op de volgende spoorlijnen in Rijnland-Palts en Noordrijn-Westfalen:
- MRB 26 (voormalige Rheinlandbahn): Keulen - Bonn - Remagen - Andernach - Koblenz;
- MRB 32 (voormalige Mittelrhein-Burgen-Bahn): Koblenz - Bingen - Mainz - Frankfurt.

De uit station Köln Messe/Deutz komende treinen rijden in Koblenz in de regel verder naar Mainz Hbf, evenals in de tegenrichting. Hierdoor vindt in Koblenz een wissel plaats van lijn- en treinnummer.
De Trans Regio heeft hiervoor elektrische treinstellen van het type Siemens Desiro MainLine (Baureihe 460) van Alpha Trains geleased. Op de website van de MittelrheinBahn biedt de vervoerder een gratis audiotour aan voor tijdens de treinreis.

### Voormalige trajecten
Op de volgende lijnen in Rijnland-Palts reed Trans Regio tot 13 december 2008 het reizigersverkeer:
- Eifelquerbahn: Andernach - Mayen West - Kaisersesch (verlengd tot Mayen West in mei 2000; verlengd tot Kaiseresch in augustus 2000);
- Kaiserslautern Hbf - Landstuhl-Kusel (vanaf 28 mei 2000);
- Moselstrecke: Koblenz Hbf - Winningen - Kobern-Gondorf - Treis-Karden - Cochem - Bullay (eenmaal per week);
- Moselweinbahn: Bullay - Traben-Trarbach.

Sinds 14 december 2008 worden deze lijnen weer door DB Regio geëxploiteerd.

## Materieel
Trans Regio heeft in 2008 16 elektrische treinstellen van het type Desiro ML (Baureihe 460), met een totale waarde van €70 miljoen, bij Alpha Trains geleased voor de MittelrheinBahn. Een verder voertuig werd in januari 2009 uitgeleverd en slaagde verdere testritten, onder andere als gekoppeld treinstel. Hiervoor werd kort de 460 007 met 4 rijtuigen uitgeleend. Sindsdien kan de Baureihe 460 als twee-, drie- en vierdelige treinstel worden ingezet. De 460 017 werd medio juni 2009 aan Trans Regio overgegeven en reed op 9 juni de eerste rit.
De treinen hebben een capaciteit van 252 zit- en 240 staanplaatsen en zijn met reizigerstel- en bezettingssystemen uitgerust, zodat eventueel de capaciteit van een trein verhoogd kan worden. Bij de deuren zijn instaphulpen voor minder valide  reizigers aanwezig. Dicht bij de deuren zijn er plaatsen voor rolstoelen en per treinstel twaalf plaatsen voor fietsen. De treinen hebben een klimaatsysteem en hebben geluidsisolatie. In de toiletten bevinden zich een noodknop en een verschoningstafel.
Daarnaast zijn de treinen uitgerust met stopcontacten in de eerste klas. Voor de veiligheid is er videobewaking en wordt het aandeel treinpersoneel vergroot na 19 uur. De treinen werden gebouwd met oog op huidige en toekomstige milieunormen. Door de hogere acceleratie van de treinen kunnen alle haltes bediend worden, wat de voormalige exploitant DB Regio niet lukte.
Afhankelijk van de vraag kunnen de treinen gekoppeld worden, waardoor de lengte van de treinen tussen de 49 en 282 meter ligt.
Op de zijlijnen in Rijnland-Palts werden tot 13 december 2008 dieseltreinstellen van het type Regio-Shuttle RS1 ingezet.
Door een treinsteltekort reed in december 2015 een Bombardier Talent 2 van National Express op de MRB 26, zodat National Express ook ervaring voor de eigen exploitatie kon opdoen.

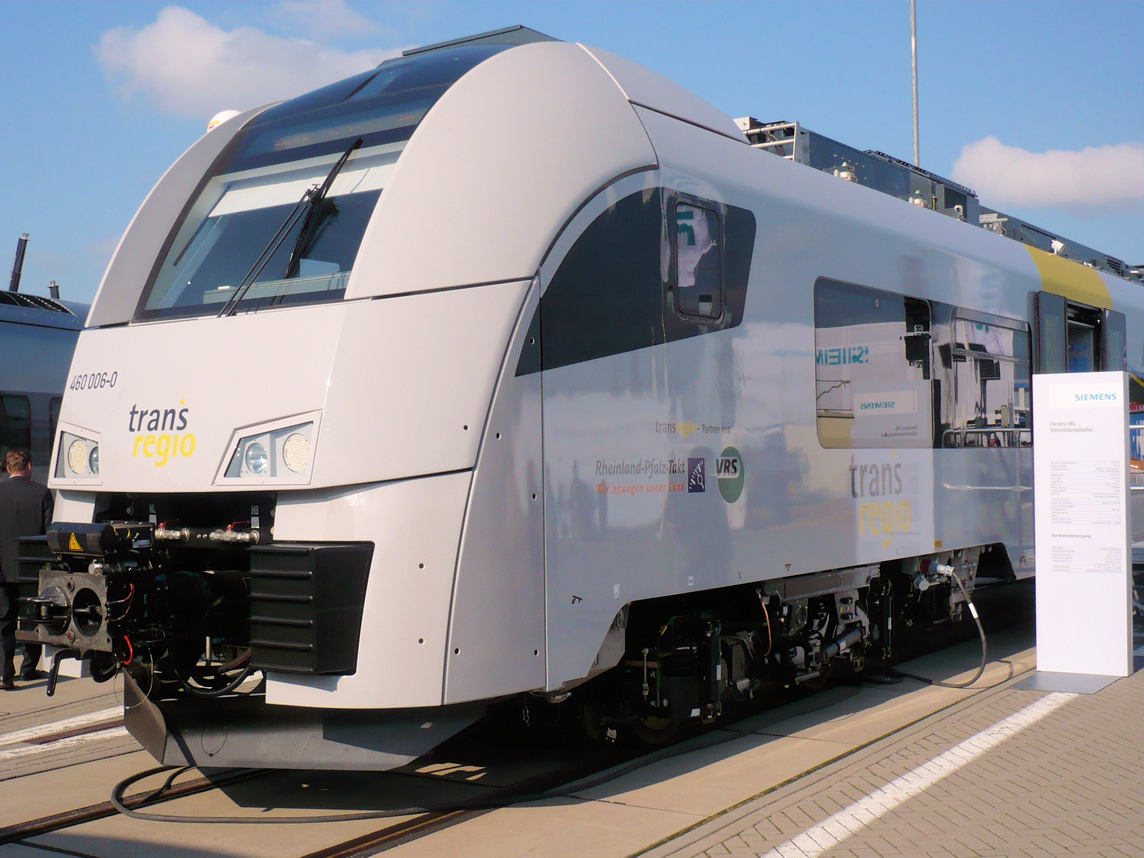
Siemens Desiro ML van Trans Regio op Innotrans 2008
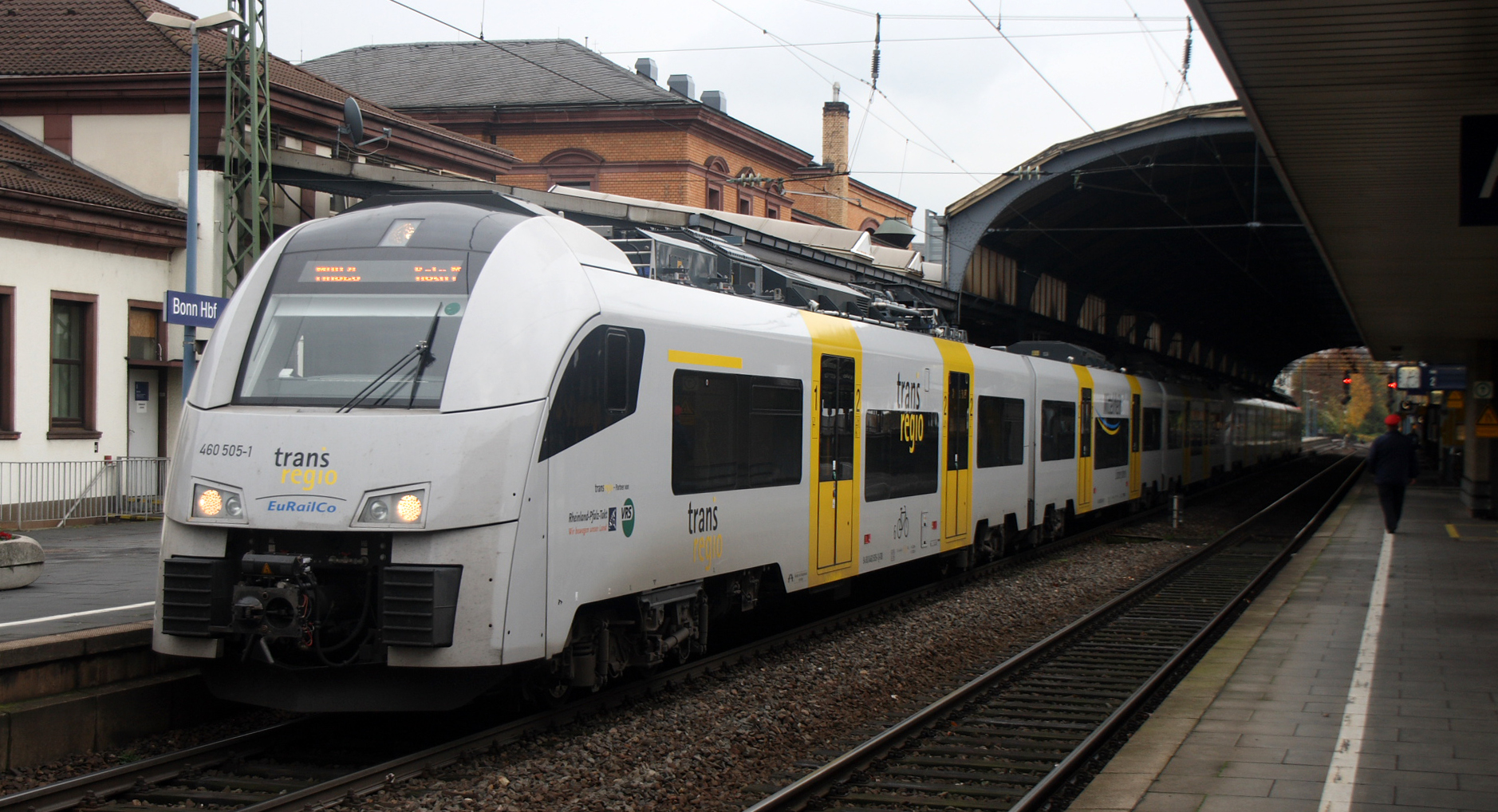
Siemens Desiro ML tijdens een opleidingsrit in Bonn (2009)
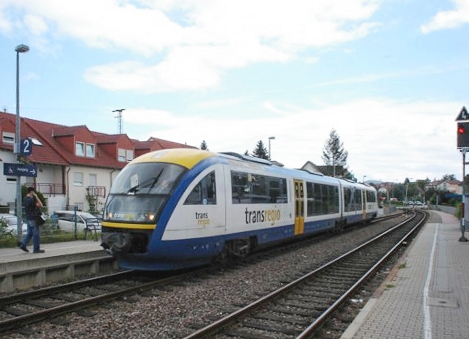
Korte tijd waren ook VT 642 bij Trans Regio in dienst (2007)
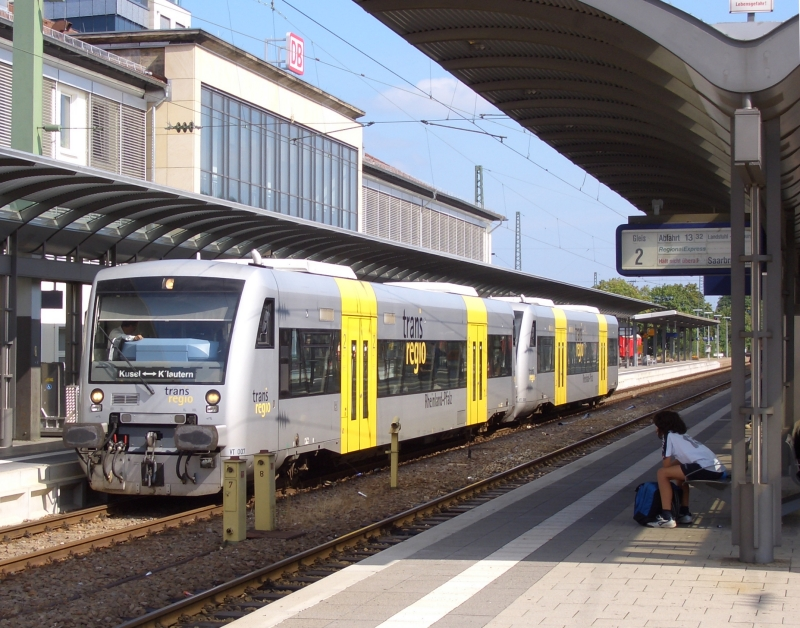
Op de dieseltrajecten reden tot december 2008 treinstellen van het type Regio-Shuttle (2005)
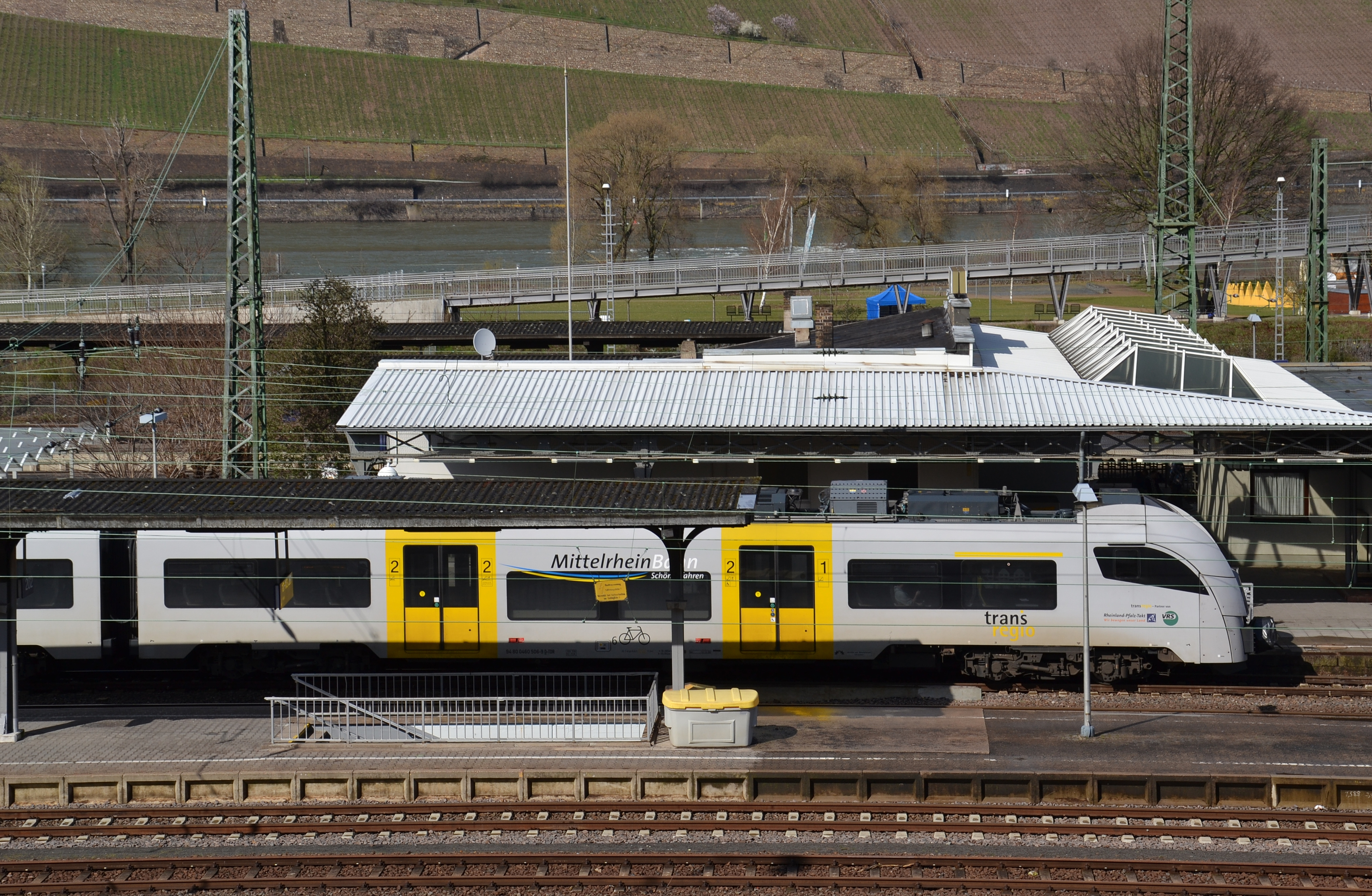
MittelrheinBahn trein in Bingen (2013)
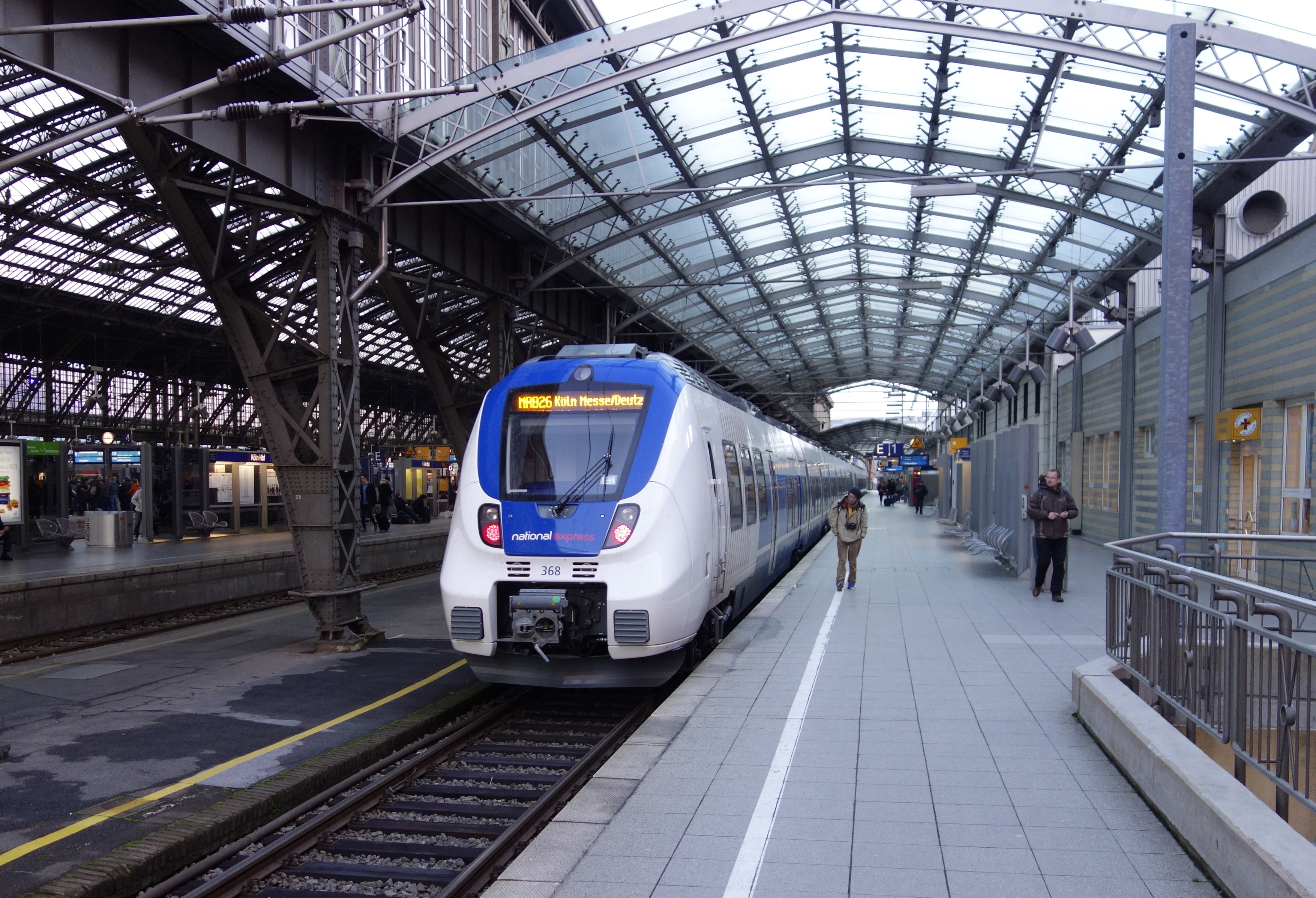
MRB 26 in Köln Hbf, tijdelijk door de National Express geëxploiteerd

## Service en onderhoud

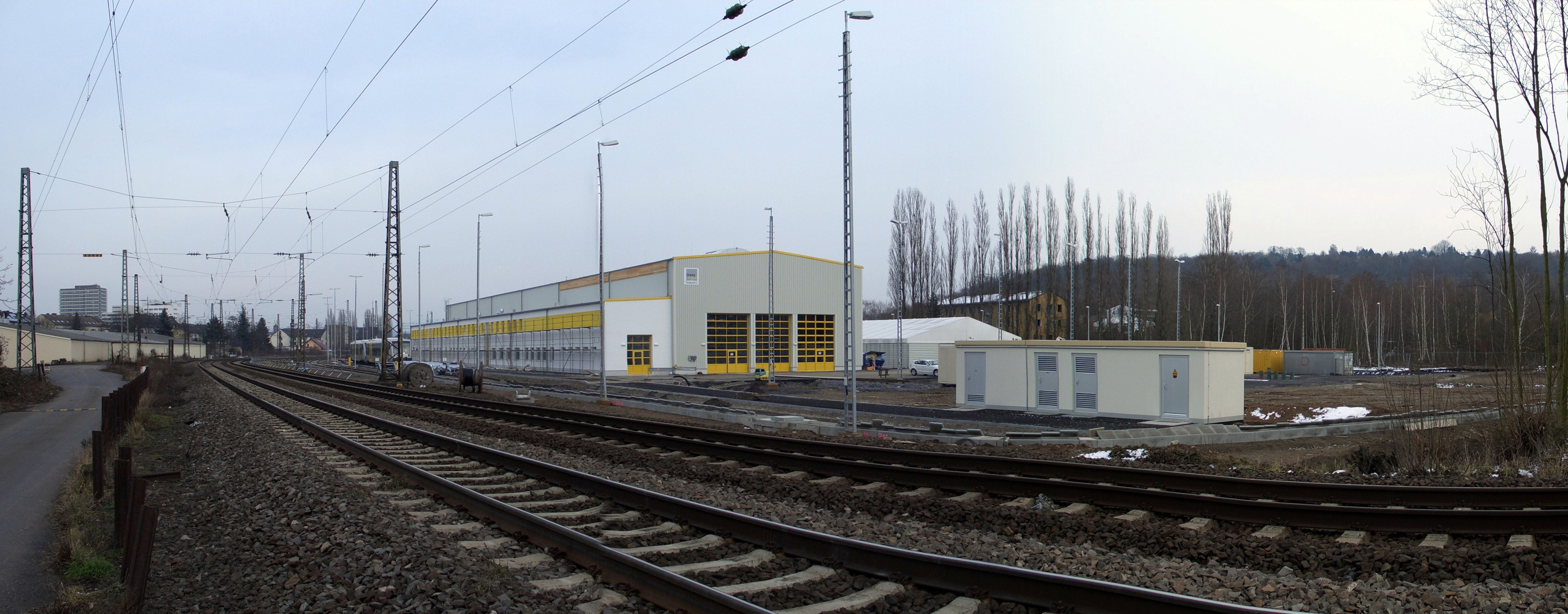
Onderhoudscentrum Koblenz-Mosel van Trans Regio (2009)

Trans Regio bezit met onderhoudscentrum Koblenz-Mosel in Koblenz-Moselweiß een werkplaats waar de Desiro ML treinstellen onderhouden worden. Bovendien heeft Trans Regio nog werkplaatsen in Mayen en Altenglan, waar vroeger de RS1 onderhouden werd. Deze twee onderhoudscentra zijn aan andere vervoersbedrijven verhuurd.

## Operationele centrale
De operationele centrale voor de exploitatie en personeelsplanningen bevindt zich sinds 2009 in het onderhoudscentrum Koblenz-Mosel in Koblenz-Moselweiß.

## Verkoopplaatsen
Trans Regio heeft op alle stations waar zij stopt een kaartenautomaat geplaatst en exploiteert een Service Center in de buurt van Koblenz Hauptbahnhof. Hier kunnen reizigers vragen stellen over verbindingen en tarieven, evenals alle kaartsoorten kopen of ook verloren voorwerpen ophalen of melden. Daarnaast kan in het Service Center telefonisch overleg worden gepleegd.